# Rikers Island

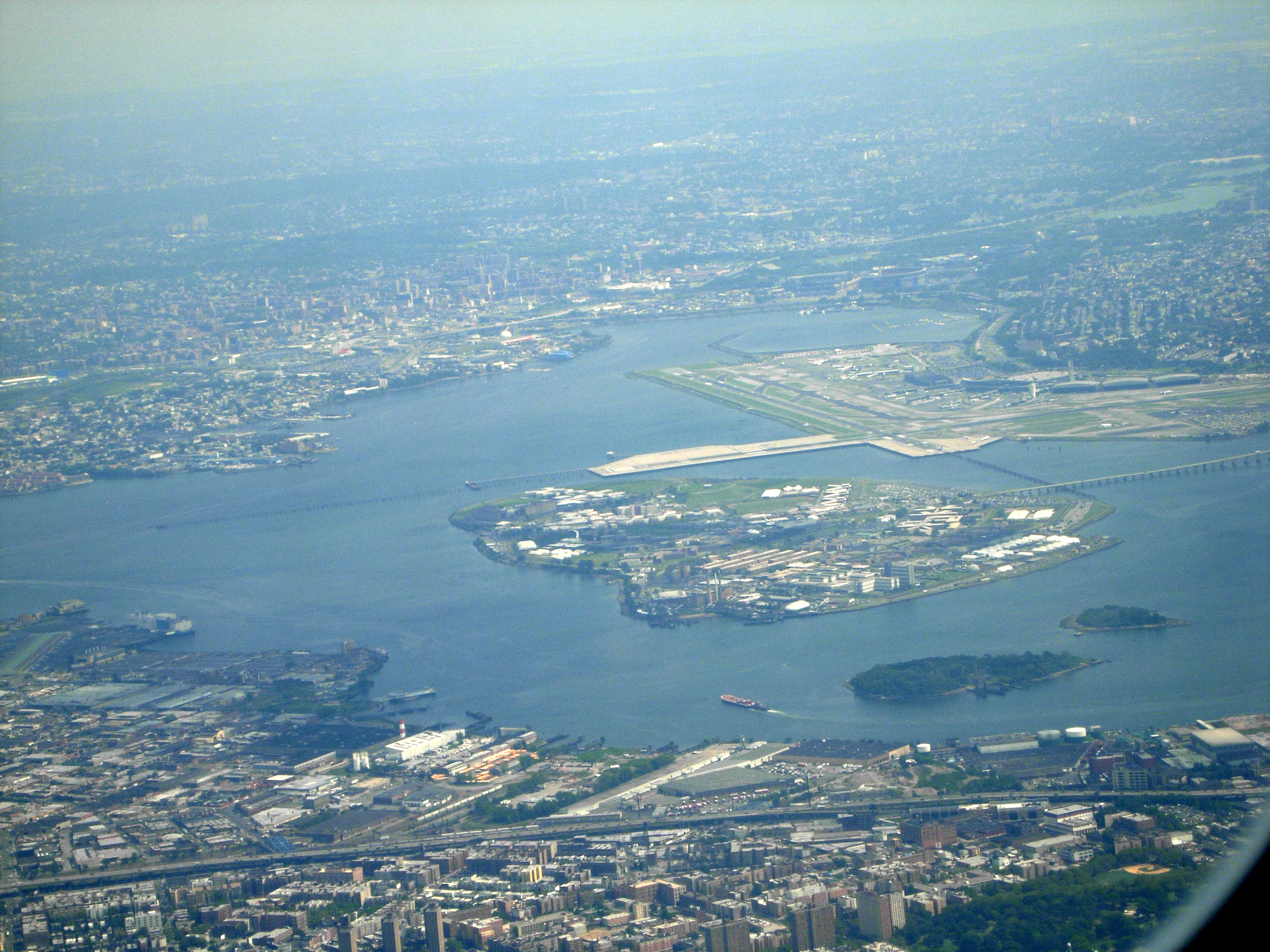
Rikers Island från ovan, sedd från Queens-sidan. Rikers Island är belägen nära LaGuardia Airport.

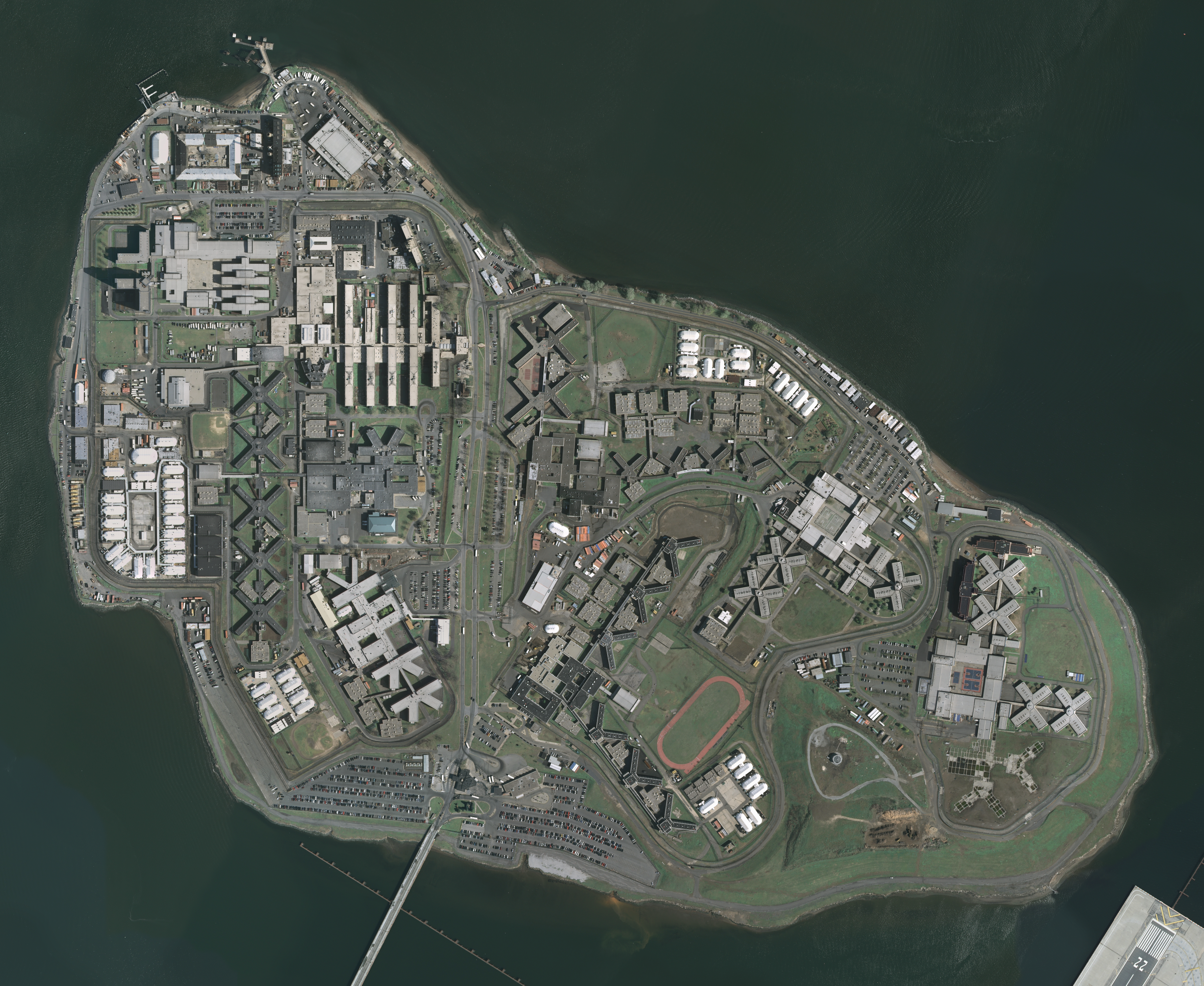
Flygfoto över Rikers Island.

Rikers Island är en fängelseö i New York. Ön är belägen i East River mellan Queens och Bronx och kan hysa upp till 17 000 interner.
Genom åren har Rikers Island fått kritik för sin behandling av fångar. 2014 visade en granskning av USA:s justitiedepartement att fängelset rutinmässigt bryter mot de intagnas mänskliga rättigheter, bland annat genom att se mellan fingrarna för våld, både från fångar såväl som fängelsepersonal. 
Fängelset administreras av New Yorks kriminalvård, New York City Department of Correction. New Yorks kommunfullmäktige har beslutat att fängelset ska stänga år 2026.

## Historia
Ön tros ha fått sitt namn efter en holländsk nybyggare som hette Abraham Rycken. Han flyttade till Long Island 1638 och hans ättlingar ägde ön fram till 1884. Då såldes ön till staden New York för $180 000 och fängelseön skapades. Till en början fungerade det som ett arbetsläger med lantbruk och 1932 öppnades ett fängelse för män på ön och 1967 öppnades ett kvinnofängelse.
2009 hade Rikers Island en budget på $860 miljoner dollar med 7 000 personer i vaktstyrkan och 1 500 civilanställda som hanterade 14 000 interner.

## Kända fångar
- Harvey Weinstein
- Kalief Browder
- Peter Steele
- Assata Shakur
- Lil' Wayne
- Dominique Strauss-Kahn